# ソドムの市 (2004)
『ソドムの市』（ソドムのいち）は、高橋洋監督による日本映画。カラー、104分、2004年製作。2004年10月16日、『ユーロスペース presents 映画番長シリーズ〜第３弾 ホラー番長』の一プログラムとして公開。

## あらすじ
18世紀、俎渡海市兵衛の婚礼の儀式がとり行われている最中、花嫁が血を吐いて死ぬ。その枕もとに「調伏の印」を見つけた市兵衛は、腰元のテレーズとキャサリンの仕業だと決めつけ、二人を恐ろしい責め苦にあわせる。「怨みの一念、必ずや報いてやる」の言葉と共にこと切れる二人の腰元。二人のいうとおり、それはまったくの濡れ衣であった。この瞬間、俎渡海一族に末代にわたる地獄の呪いが襲いかかる。

## スタッフ
- 監督・脚本 - 高橋洋
- プロデューサー - 堀越謙三 平田樹彦 大野敦子
- 音楽 - 長島寛幸
- 撮影 - 木暮洋輔
- 照明 - 根本伸一
- 美術 - 山本直輝
- 編集 - 石谷岳寛
- 助監督 - 安里麻里
- 衣装 - 半田さち子
- 特撮 - 新谷尚之 近藤聖治
- 音響効果 - 小宮元
- 配給 - ユーロスペース

## キャスト
- 俎渡海市兵衛／市郎（二役）- 浦井崇
- テレーズA／テレーズB（二役）- 小嶺麗奈
- 宮廷の女／マチルダ五月（二役）- 中原翔子
- 従者Ａ／蛇吉（二役）- 園部貴一
- キャサリン／俎渡海キャサリン（二役）- 宮田亜紀
- 俎渡海典子／針縫いのお婆／尼僧（三役）- 吉行由実
- 侍医／ドクトル松村（二役）- 松村浩行
- 菅沼 - 菅沼俊輔
- 司祭／結婚式の司会（二役）- 万田邦敏
- 上司 - 伊藤猛
- 渋谷教授 - 渋谷哲也
- 貧困一家の家長 - 植岡喜晴
- ガイラ飛行隊長 - 小水ガイラ
- 黄少年の母 - 秋本奈緒美
- 暴徒 - 津田寛治
- 謎の老人 - 岩淵達治